# Illicium burmanicum
Illicium burmanicum är en tvåhjärtbladig växtart som beskrevs av Ernest Henry Wilson. Illicium burmanicum ingår i släktet Illicium och familjen Schisandraceae. Inga underarter finns listade.